# Малаховские
Малаховские (пол. Małachowski) — графский и дворянские роды.

## Происхождение и история рода
1. Род Графов Малаховских происходит из старинных польских дворян герба Наленч, поселившихся первоначально в воеводстве Серадском и занимавших высшие места в государстве. Графское достоинство первый получил Станислав Малаховский (1736—1809), сын Яна (1698—1762), Великого Канцлера Коронного, в 1804 году, по грамоте Императора Австрийского Короля Галиции и Лодомерии Франца I, который жалуя ему это достоинство, изменил фамильный герб его соответственно выше изображенному рисунку. Граф Пётр Малаховский издал список дворянских родов Польши (1790).
2. Малаховские Герба Гржимала; род восходит к концу XIV в.
3. Герба Гриф, восходит к XVI в. и внесен в VI ч. родословной книги Подольской губ. Малаховский, Казимир (1765—1845) — польский генерал.
4. Герба Прус 2-й, восходит к началу XVII в. Иван Малаховский был в половине XVII в. православным епископом Холмским.
5. Герба Мандростки, восходит к первой половине XVII века к Ежи( Юрию) Малаховскому, имевшем владения в Мстиславском воеводстве около города Кричева. В 1647 году он же первый ленд-войт города Черикова. В Российской империи внесены в шестую часть родословной книги Могилевской губернии.

## Описание герба
В щите с золотою окраиною и графскою короною, посредством двух продольных и трех поперечных черт на двенадцать равных полей разделенном, в первом поле в верхней красной половине серебряное копейцо, а в нижней, золотой, хвост чёрный, орлиный; во втором, красном поле, белый баран вправо, на мураве; в третьем, красном же, три меча воткнутые в зелёное яблоко; в четвёртом, красном, серебряная река накось к левому боку щита текущая, с золотым крестом на берегу, у её истока; в пятом, красном же, белая повязка, с концами вниз обращенными.
В шестом, красном, серебряная река косвенно к левому боку текущая; в седьмом, красном же, серебряный знак, похожий на польскую букву W; в восьмом, красном же, белая роза; в девятом, голубом, три подковы, ребром к середине, из коих в нижнюю воткнуть меч; в десятом, красном, серебряный двойной крест оканчивающийся к верху стрелою; в одиннадцатом, красном же, топор острием вправо; а в двенадцатом, красном, полуторный серебряный крест.
Над графскою короною три шлема, средний прямо, а крайние к нему вполоборота, все увенчанные дворянскими коронами с золотыми решётками и такими же медалями на цепи. В навершии среднего шлема выходит дева в красной одежде с белою на голове повязкою, между двух оленьих рогов, за которые она держится руками; в навершиях крайних шлемов по три страусиных пера, из коих крайние красные. Намет ото всех шлемов красный, подбитый серебром. Герб графов Малаховских внесен в Часть 2 Гербовника дворянских родов Царства Польского, стр. 9.